# Dejan Lazarević
Dejan Lazarević (Ljubljana, Jugoszlávia, 1990. február 15. –) szlovén válogatott labdarúgó, középpályás.

## Pályafutása

### Klubcsapatokban
2009-ben kezdte profi pályafutását a Genoa csapatánál, ahol korábban két évig játszott az ifjúságiaknál. A 2010 és 2013 közötti időszakban kölcsönben játszott a Torino, a Padova és a Modena együttesénél. Mindhárom klubban legalább 30 bajnoki mérkőzést játszott. 2013-ban a Chievóhoz igazolt. Klubja kölcsönadta a Sassuonak a 2014–15-ös szezon második felére.
A 2015–16-os szezonban kölcsönben a török első osztályú Antalyasportot, a 2016–17-es szezonban pedig a Kardemir Karabüksportot erősítette.
Aztán fél évig volt klub nélkül, 2018 2018. január 18-án két és fél éves szerződést írt alá a lengyel első osztályú Jagiellonia Białystok klubbal. Hat hónapig maradt itt, majd visszaigazolt szülővárosába, a Domžale-hez. 2021. január 31-én az olasz harmadosztályú klubhoz, a Legnago Salushoz került.

### A válogatottban
Szlovénia U-17-es, U-19-es és U-21-es válogatottjában is játszott. A felnőtt válogatottban 2011. november 15-én debütált a felnőtt csapatban az Egyesült Államok elleni barátságos mérkőzésen, ahol Armin Bačinovićot váltotta.
2015-ig összesen 20 válogatott találkozón szerepelt, és 1 gólt szerzett.

## Statisztika

### A válogatottban
| Válogatott | Év       | Mérk. | Gól |
| ---------- | -------- | ----- | --- |
| Szlovénia  | 2011     | 1     | 0   |
| Szlovénia  | 2013     | 5     | 0   |
| Szlovénia  | 2014     | 7     | 0   |
| Szlovénia  | 2015     | 7     | 1   |
| Összesen   | Összesen | 20    | 1   |

## Fordítás
- Ez a szócikk részben vagy egészben  a   Dejan Lazarević (footballer) című angol Wikipédia-szócikk ezen változatának fordításán alapul.  Az eredeti cikk szerkesztőit annak laptörténete sorolja fel. Ez a jelzés csupán a megfogalmazás eredetét és a szerzői jogokat jelzi, nem szolgál a cikkben szereplő információk forrásmegjelöléseként.